# Katoghike Heliga Guds moders kyrka

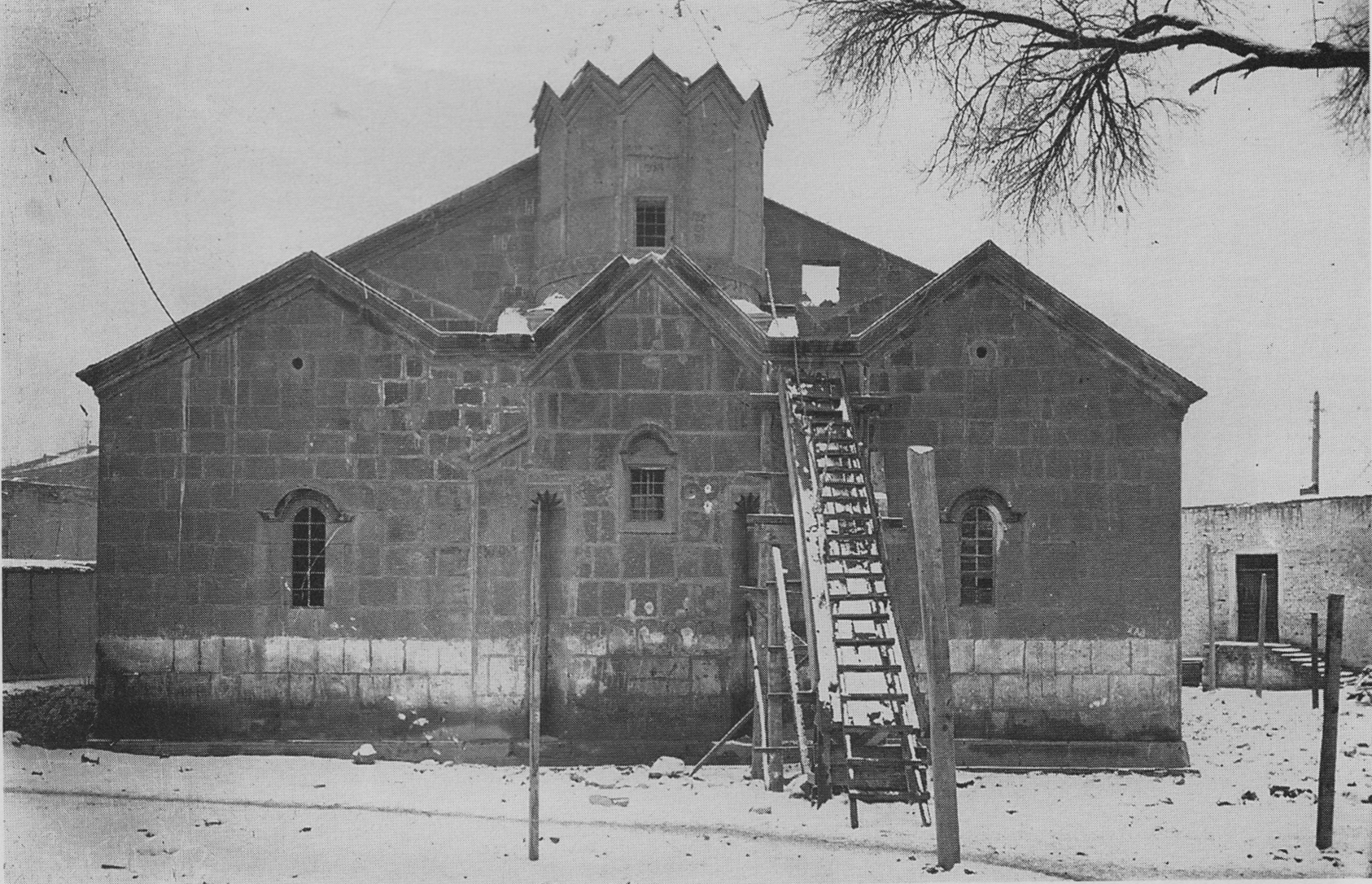
Katoghike Guds heliga moders kyrka från slutet av 1600-talet, riven 1936

Katoghike Heliga Guds moders kyrka (armeniska: Կաթողիկե Սուրբ Աստվածածին եկեղեցի, Kat'oghike Surp Astvatsatsin yekeghetsi) är 
medeltidskyrka i distriktet Kentron i Jerevan.
Efter jordbävningen i Armenien 1679 byggdes basilikan Heliga Guds moders kyrka 1693–1695 i stadsdelen Shahar i Jerevan, på östra delen av den tidigare Katoghikekyrkan. Den nya kyrkan byggdes som en kyrka utan dom av armenisk tuff. Den var en treskeppig basilika med en kyrkosal på 14,0 x 19,3 meter. Kyrkans yttermått var 28,4 x 16,4 meter, och den ansågs vara den största kyrkan i gamla Jerevan. Kyrkan hade ingångar i väster och söder.
Basilikan revs 1936 för att få mark att bygga bostadshus och ett språkinstitut vid Sayat-Novaavenyn. Vid rivningen upptäcktes Katoghikekyrkan från 1200-talet inom den nyare och större kyrkans väggar. Efter protester från arkeologer behölls den äldre kyrkan. Många korsstenar (khachkar), daterade till 1400–1600-talen återfanns i väggarna till den rivna kyrkan. Enligt inskriptioner på väggarna daterar sig den äldre byggnaden till 1264.
Det fastställdes vid rivningen att denna Katoghike-basilika hade byggs på grunden av en tidigare basilika, vars namn var Guds heliga moders kyrka. De äldsta inskriptionerna som hittades där daterar från 1229. Det antas att ett kapell hade byggts under tidigt 1600-tal på västra sidan av Guds heliga moders kyrka, varefter den nyare Katoghikekyrkan byggts mot slutet av 1600-talet på platsen för 1200-talets Guds heliga moders kyrka.
Den nuvarande Heliga Guds moders kyrka, vilken också behållit namnet Katoghike, är liten: den mäter 7,5 x 5,4 meter. Den används därför endast som ett bönehus.

## Sankta Annakyrkan

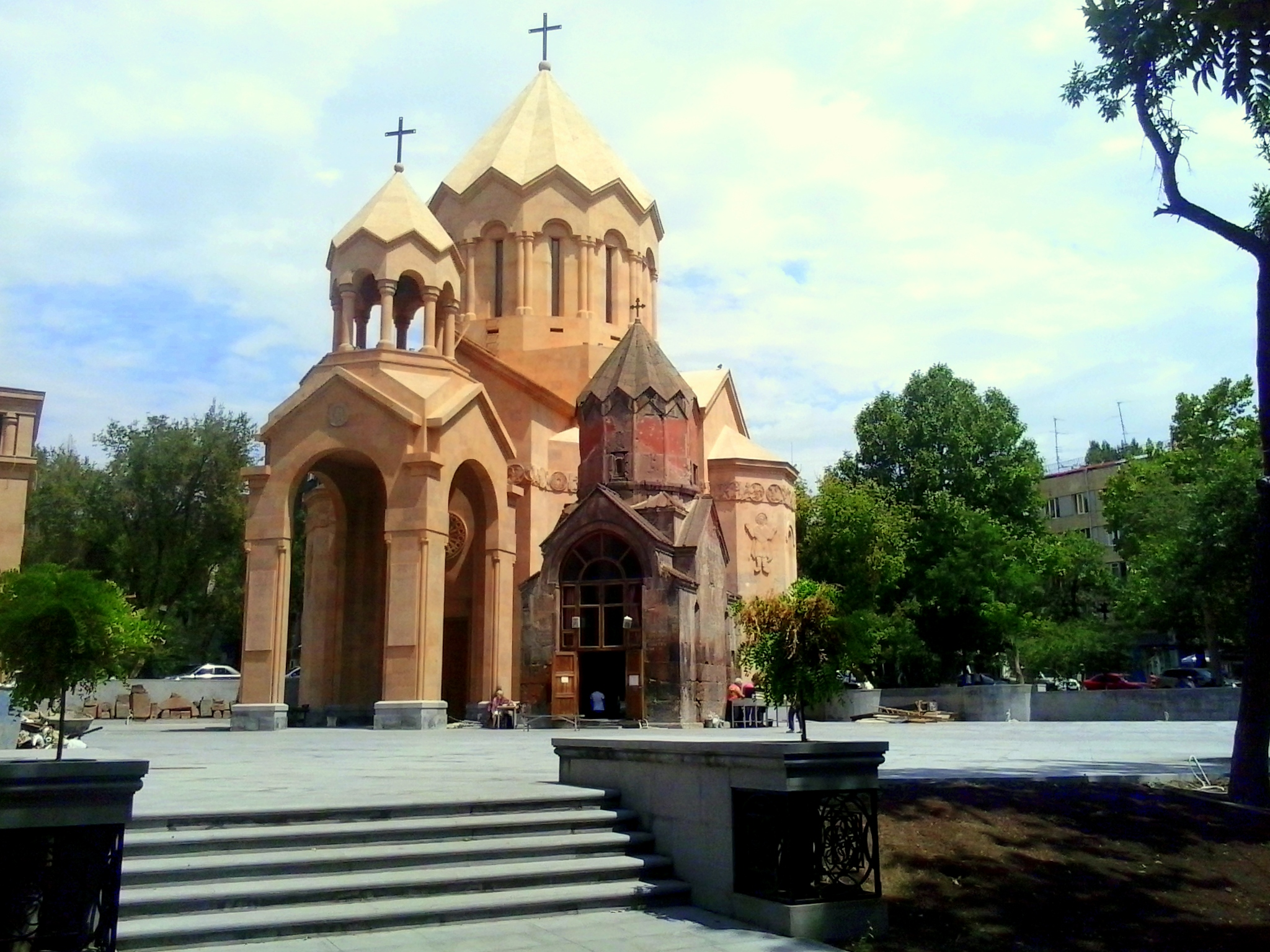
Den nya Sankta Annakyrkan, 2014

Två kyrkliga byggnader uppfördes från 2009 norr om den gamla Katoghikekyrkan: Sankta Annakyrkan, en större kyrka än den tidigare, och ett residens i Jerevan för katholikos av Armenien. Sankta Annakyrkan konsekrerades av katholikos Karekin II i april 2015.